# Maria Daniel Mames
Tomasz Dariusz Maria Daniel Mames, właściwie Tomasz Dariusz Mames (ur. 16 kwietnia 1980) – polski duchowny, biskup koadiutor diecezji i prowincji francuskiej Kościoła Starokatolickiego Mariawitów, doktor nauk humanistycznych, pedagog, kulturoznawca i religioznawca.

## Życiorys
Absolwent Uniwersytetu w Białymstoku; studiował również w Instytucie Religioznawstwa Uniwersytetu Jagiellońskiego oraz w  Katolickim Uniwersytecie Paryskim. W 2011 uzyskał stopień naukowy doktora nauk humanistycznych na podstawie rozprawy pt. „Praktyka i ideologia oświatowa Kościoła Starokatolickiego Mariawitów (1906–1935)”. Naukowo związany był z Akademią Wychowania Fizycznego w Krakowie oraz Chrześcijańską Akademią Teologiczną w Warszawie (w latach 2012–2017). Zajmuje się badaniami nad sakramentologią mariawitów oraz praktyką i ideologią oświatową polskiego starokatolicyzmu. Autor kilkudziesięciu tekstów naukowych z zakresu pedagogiki, teologii i religioznawstwa w periodykach konfesyjnych i akademickich oraz w pracach zbiorowych. W Krakowie w 2009 ukazała się jego książka „Misteria Mysticorum. Szkice z historii i duchowości mariawitów”, zaś w 2016 nakładem warszawskiego wydawnictwa DiG „Oświata mariawitów w latach 1906–1935”. 7 sierpnia 2011, w Świątyni Miłosierdzia i Miłości w Płocku, diakon M. Daniel Mames został wyświęcony na kapłana. W latach 2011–2015 proboszcz parafii św. Mateusza Apostoła i Ewangelisty w Nowej Sobótce i parafii Przenajświętszego Sakramentu w Kadzidłowej. W latach 2015–2017 proboszcz parafii św. Marii Magdaleny w Gniazdowie, parafii Matki Bożej Nieustającej Pomocy w Starczy, parafii św. Paschalisa Baylon w Koziegłowach oraz duszpasterz krakowskich mariawitów. Jest również od końca sierpnia 2015 członkiem Rady Kościoła Starokatolickiego Mariawitów w RP.
Do 2016 przewodniczący kolegium redakcyjnego miesięcznika Mariawita, organu prasowego kościoła mariawickiego ukazującego się od 1907.
1 września 2017 roku został wikariuszem parafii Kościoła Starokatolickiego Mariawitów p.w. Świętej Maryi Matki Bożej w Paryżu, a od 1 stycznia 2020 jej proboszczem. Członek Towarzystwa Przyjaciół Nauk w Przemyślu, Towarzystwa Historii Edukacji, a od 2018 r. Kolegium Redakcyjnego Wydawnictwa Naukowego „Silva Rerum”.
Opublikował m.in. monografię: Eucharystia Kościoła Starokatolickiego Mariawitów (Wydawnictwo Naukowe Chrześcijańskiej Akademii Teologicznej w Warszawie, Warszawa 2022, ss. 516 ISBN 978-83-60273-66-1).
5 września 2023 roku podczas IV sesji Kapituły Generalnej Kościoła Starokatolickiego Mariawitów został nominowany na urząd biskupa koadiutora Prowincji Francuskiej.
18 listopada 2023 roku został konsekrowany na biskupa koadiutora Prowincji Francuskiej Kościoła Starokatolickiego Mariawitów.  